# Crail
Crail è un villaggio dell'East Neuk del Fife, Scozia, Regno Unito, risalente al periodo pittico, che si ritrova nel suo nome con l'etimo, in lingua pittica, caer, forte.
Costruita attorno a un porto naturale ospita numerosi edifici del XVII secolo e successivi, alcuni dei quali sono stati restaurati dal National Trust for Scotland e una della più antiche chiese della Scozia, risalente al XIII secolo.